# 泰伊拉比耶
泰伊拉比耶（法語：Theil-Rabier）是法国夏朗德省的一个市镇，属于孔福朗区（Confolens）夏朗德北县（Charente-Nord）。该市镇总面积7.43平方公里，2009年时的人口为171人。

## 人口
泰伊拉比耶人口变化图示